# ThanatoSchizO
ThanatoSchizO est un groupe portugais de heavy metal, originaire de Santa Marta de Penaguião, Trás-os-Montes et Haut Douro. Formé vers la fin de l’année 1997, le groupe pratique une sonorité associée au death metal progressif, et fait plusieurs incursions vers d’autres genre musicaux comme le black metal, le doom metal, la musique du monde, la musique ambiante et la musique électronique, et est donc génériquement référencé comme étant de la musique avant-gardiste. En septembre 2011, le groupe annonce sa séparation à cause de divergences artistiques.

## Biographie

### Débuts (1997–2000)
Le groupe fait ses débuts vers la fin de l’année 1997, ceci étant la séquence logique d’un projet antérieur (Blind and Lost). Les fondateurs - Guilhermino Martins, Paulo Adelino et Marco « China » - sont ensuite rejoints par TóMané. Après une série de répétitions régulières qui durent trois mois, le groupe décide d’enregistrer sa première démo. Elle est enregistrée dans les studios de la Radio Universidade (radio universitaire) située à Vila Real. La Demo ’98 comprend trois titres avec un son faible et sec ; même si l’exécution des musiciens est parfaite, elle sert uniquement à présenter le groupe et à le faire rentrer dans un circuit de concerts et concours de musique moderne, lui permettant ainsi de gagner de l’expérience.
En août 1998, le groupe est invité à faire la première partie du groupe suédois Clawfinger et du groupe britannique Senser, au Festival Internacional de Plages à Mira. Vers la fin 1998, les membres du groupe se dirigent jusqu’aux Rec’n’Roll Studios pour enregistrer l’EP Melégnia en trois jours ; il est en vérité enregistré en trois matinées, deux après-midis et un autre après-midi pour le mixage. Presque tout l’EP est enregistré en une seule reprise, ayant donné au total six titres (trois d’entre eux provenait de la Demo ’98, mais avec une meilleure interprétation et des meilleurs arrangements). L’EP est totalement auto-financé par le groupe et édité en février 1999. Grâce à une vaste distribution nationale et internationale, les critiques furent très positifs, le son du groupe est un vent d’air frais au milieu d’un monde remplis de clichés du black metal, très en vogue vers la fin des années 1990. Les premières critiques se font entendre et du fait que le son du groupe soit de difficile catégorisation, quelques factions portugaises plus extrêmes accusent le groupe de ne pas pratiquer de metal. Au fond, les membres du groupe ne pouvaient être plus contents avec la polémique gérée autour de l’EP, c’était précisément ce qu’ils avaient voulu : créer quelque chose d'unique, nouveau et révolutionnaire. Ainsi, dans un top 20 réalisé par une émission de radio, Holocausto (dans lequel IX Equilibrium d'Emperor fut considéré le meilleur album), Melégnia atteint la 11e position, devant des groupes comme Dimmu Borgir, Immortal et Primordial[réf. nécessaire].
La promotion de Melégnia compte plus de 60 concerts aux côtés de groupes comme Sinister, Asgaroth, Pandemia, Purgatory, Tarantula, Sirius et Aborted. Un de ces concerts, au Steel Warrior’s Rebellion – Barroselas Metalfest, est très curieux puisque durant tout le festival sévissent de fréquentes coupures de courant. Ainsi, alors que d’autres groupes étaient forcés de s’arrêter (quelques fois durant le même thème), le groupe de Trás – os – Montes adopte une attitude différente, continuant à jouer même sans courant. Durant la tournée Chaos and Disorder Tour (où le groupe jouait en soutien à Melégnia), et surtout durant les répétitions de composition, un changement était nécessaire afin d’éviter la stagnation. Ainsi, après un concert au Hard Club en octobre 2000, le noyau originel souffre d'une rupture : Guilhermino et Paulo restent ensemble, TóMané et Marco (ce dernier à cause de problèmes de santé) abandonnent le groupe.

### Schizo Level(2001)

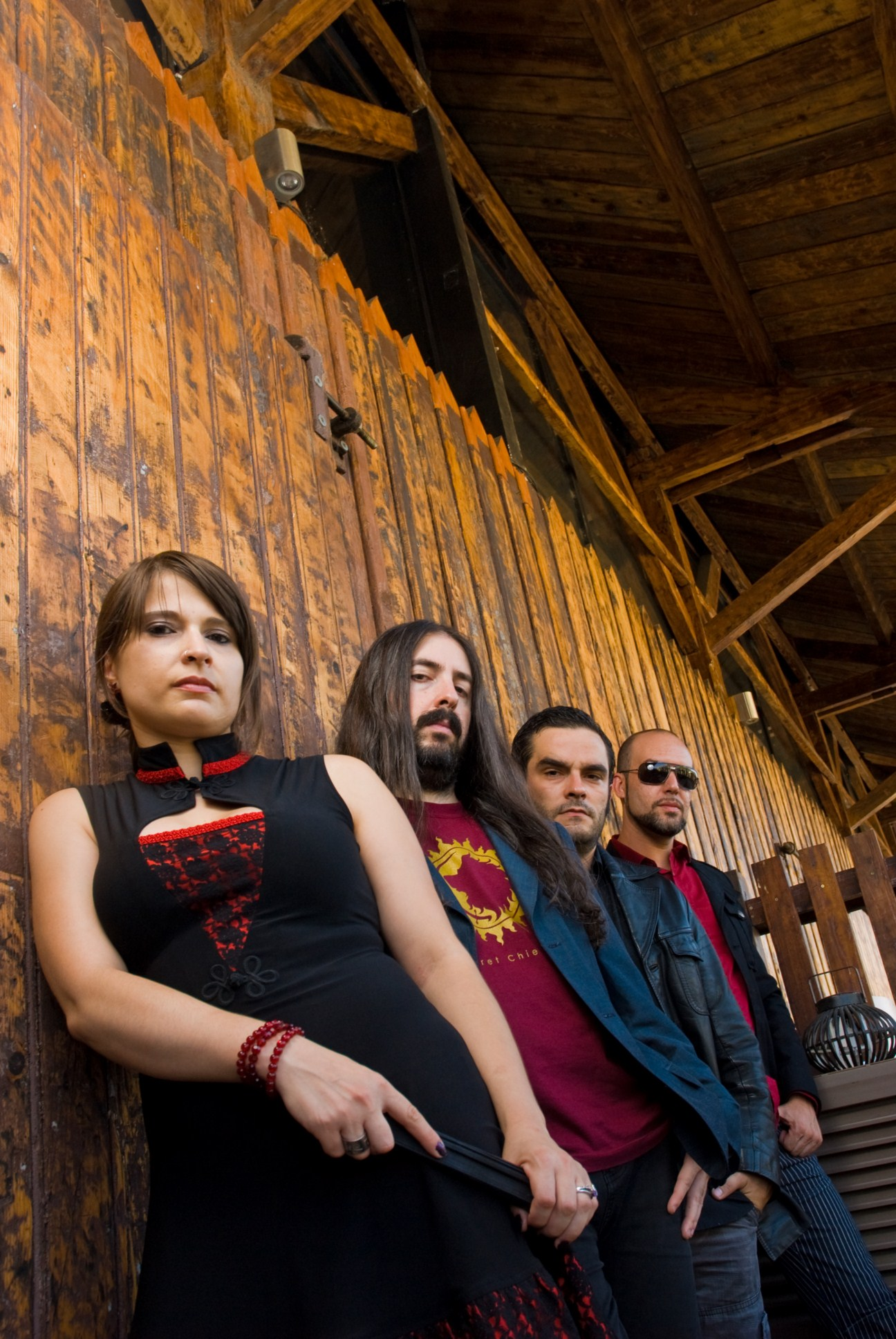
Photo promotionnelle du groupe.

Avec un album presque prêt à être enregistré, Filipe Miguel et Patrícia Rodrigues entrent dans le groupe, respectivement, au clavier et au micro. Leur entrée dans le groupe est rempli de normalité puisqu’ils avaient déjà participé avec le groupe dans le passé. Comme vocaliste principal, le groupe invite Eduardo Paulo, un ami qui après avoir fait partie de la première incarnation de Blind and Lost venait de finir son service militaire obligatoire. Il accepte la proposition, et ThanatoSchizO trouve ainsi la formation qui enregistre son premier album, Schizo Level, auto-publié en 2001. Après quelques répétitions et une brève préproduction, le groupe retourne aux Rec’n’Roll Studios, et enregistre pendant un mois, son premier album.
Schizo Level est un album totalement atypique, s’initiant dans un air agressif, ouvertement black metal et déambulant vers des chemins de metal atmosphérique, doom metal, musique du monde et électronique. Le besoin de créer quelque chose de réellement original, emmène le groupe à inviter quelques amis musiciens pour enregistrer quelques sons, par exemple le cor d'harmonie et la trompette dans Raw, qui initie l'album, découlant dans une cacophonie de black metal extrême avec des instruments à vent ; ou de la flûte traversière dans Nightmares Within, donnant ainsi lieu au meilleur moment de la carrière du groupe. À la fin des ’enregistrements, le groupe recherche un bassiste pour remplir le poste vacant. Guilhermino enregistre les sons de guitare basse pour l’album, mais il était temps de trouver un élément qui puisse s’identifier avec ce que le groupe faisait, afin de pouvoir jouer en live. C'est ainsi que Miguel Ângelo entre dans le groupe. Ce musicien de Vila Real, qui, dans le passé, avait déjà fait partie de plusieurs groupes de metal de la région, disposait d’un projet de nature progressive.
Le lancement de Schizo Level est à la charge de Misdeed Records, une maison de disques indépendante nationale qui avait déjà travaillé avec le groupe lors de l’EP. Au moment de son édition en format digipack, le disque est très bien accueilli, mais probablement mal interprété. À la confrontation avec l’album, la presse spécialisée l’analyse d’une façon monochromatique, le référant comme étant du black metal, valorisant ainsi les trois premiers titres et en oubliant le reste de l’album. L’album est classé premier dans un sondage réalisé par le programme radio portugais Holocausto comme étant le meilleur album international en 2001. Il atteint aussi la cinquième position dans un autre sondage réalisé par les réalisateurs du programme Holocausto et entre dans le top 20 d’un sondage similaire effectué par la revue portugaise Loud![réf. nécessaire]. Schizo Level est un des registres les plus recherchés dans le catalogue du groupe. C’est aussi dans cet album que figurent les registres les plus demandés en live, Suturn en est le meilleur exemple. Côté concerts, le groupe en réalise peu, essayant ainsi de se produire dans des locaux permettant une bonne performance niveau son. Comme à l’époque il n’existait que quelques salles dans tout le pays, ayant de bonnes conditions, le groupe ne fait que trois concerts. De plus, ils pensaient déjà au prochain pas : le deuxième album qui commence à être écrit quelques mois après l’enregistrement de Schizo Level[réf. nécessaire].

### InsomniousNightLift(2002–2003)

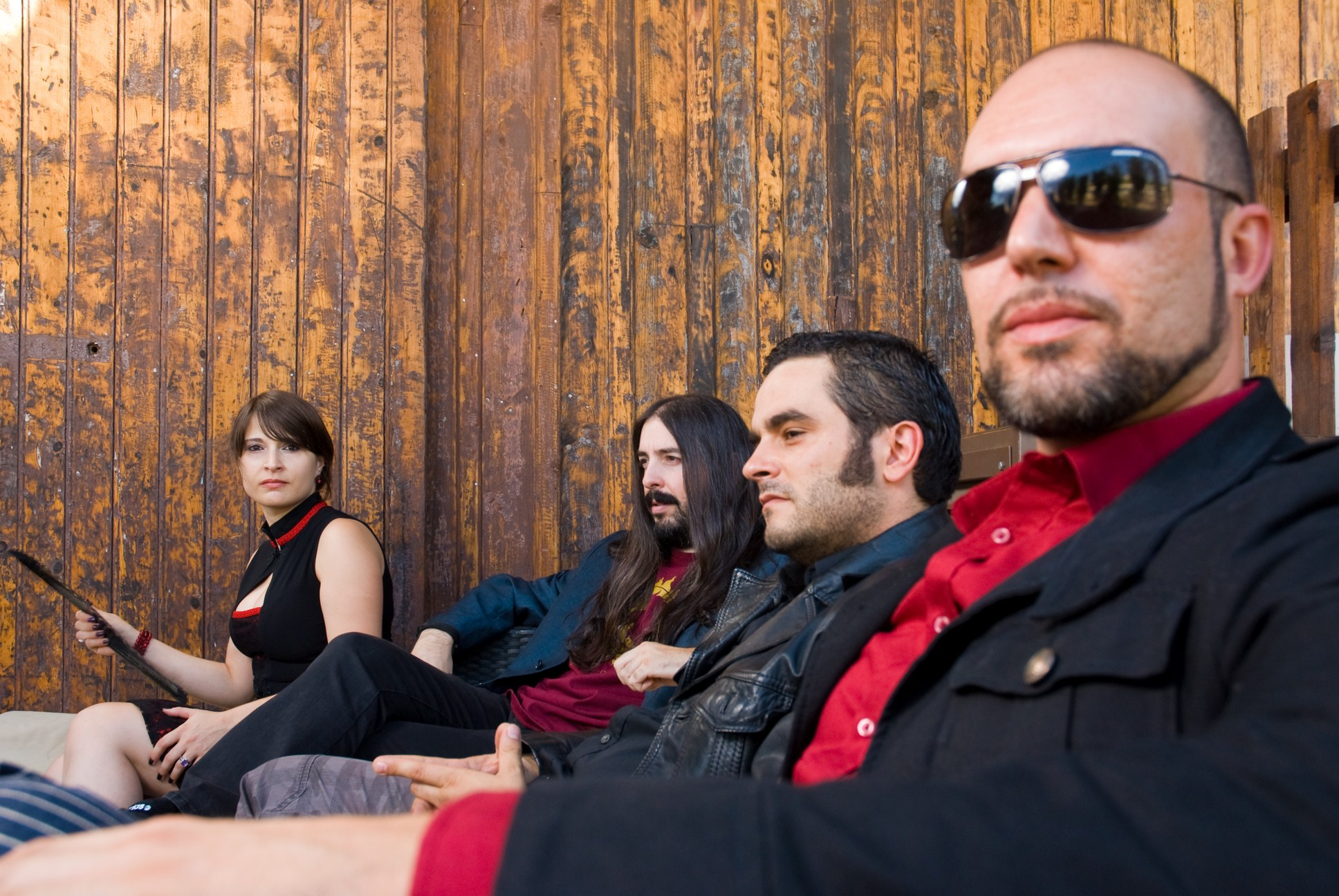
Photo promotionnelle du groupe.

Si tout est déjà composé dans Schizo Level à l'arrivée d'Eduardo, il peut laisser sa marque dans le registre suivant, InsomniousNightLift. Il commence très tôt à emmener sa guitare acoustique aux répétitions et à suggérer une série de riffs, ce qui fait de lui, à cette époque, le principal compositeur du groupe. Presque inconsciemment, le groupe tente de se libérer du stéréotype black metal acquis lors du dernier album qui était aux yeux de leurs membres très limitatif. Le groupe commence donc à composer plusieurs thèmes homogènes entre le doom/death metal progressif. Ainsi, face à un passé plutôt ambigu côté sonorité, le groupe entreprend un travail plus harmonieux et peut-être aussi plus adulte. À partir de ce moment, le groupe commence à valoriser le format « chanson » et donne de plus en plus d’importance aux voix. Eduardo commence quelques incursions vers les registres aux voix limpides et Patrícia se focalise sur la sonorité du groupe. Si au départ la tendance était de déconstruire, à ce moment-là l’idée était précisément de faire l’opposé. Peut-être fruit d’une ténue frustration due à la faible activité en live lors du premier album, la rapidité des musiques est diminuée, assumant ainsi un ton plus lent, presque rock. Des thèmes comme Of Lunar Water... ou The Journey’s Shiver élargissent les horizons créatifs du groupe l’emmenant vers des endroits jamais explorés avant.
Au début de 2002, l’enregistrement d’InsomniousNightLift s’initie à nouveau dans les Rec’n’Roll Studios ayant comme producteur Luís Barros. Durant tout ce processus qui dura environ deux mois et demi, le groupe signe un contrat avec la maison de disques anglaise indépendante Rage of Achilles,, laissant à sa charge l'édition mondiale d’InsomniousNightLift en janvier 2003, tandis qu’au Portugal c'est Misdeed Records qui lance le pré-registre en septembre 2002. La façon dont le groupe utilisait et abusait des guitares acoustiques, des ambiances psychédéliques et des tics habituellement associés au rock progressif augmente l’intérêt général vis-à-vis du groupe. Des adeptes du rock progressif, par exemple, démontrent beaucoup d’enthousiasme pour ce nouveau travail et découvrent le côté avant-gardiste de Schizo Level. Kerrang! et Metal Hammer attribuent quatre étoiles, sur cinq possibles, à InsomniousNightLift,,. Metal Hammer écrit que le futur du death-doom passerait par la fraîcheur et l'originalité de ThanatoSchizO. À la fin de 2002, le groupe gagne le titre de « meilleur album national et international » concédé par le site Metal Open Minded et, dans la revue Loud! cinq des sept collaborateurs élisent InsomniousNightLift dans la catégorie de « meilleur album national de l’année »[réf. nécessaire]. L’édition portugaise de Rock Sound met en évidence ThanatoSchizO dans le cadre d’un sondage des meilleurs albums mené par ses collaborateurs ; elle affirme aussi que Miguel Ângelo et Filipe Miguel faisaient partie du top 10 des meilleurs musiciens de cette année-là.
La promotion d’InsomniousNightLift est vaste permettant ainsi au groupe de faire la première partie des concerts de Katatonia et Finntroll au Portugal, en avril 2003. De plus, en février 2003, pour la deuxième fois, le groupe joua dans un Hard Club rempli de fans. Ce fut pour plusieurs d'entre eux le premier contact en live avec les ThanatoSchizO. Le groupe veut aussi présenter l’album sous un régime semi-acoustique dans plusieurs boutiques Fnac.

### Turbulence(2004–2005)
Pour la première fois avec la même formation de l’album antérieure, le groupe sent la nécessité de continuer l’aspect progressif, perfectionnant la facette de death metal de leur son. Avec ce principe en tête, commença la composition de Turbulence, le troisième album. À ce moment, Eduardo passe des guitares acoustiques aux électriques, augmentant ainsi son importance au sein du groupe, tandis que Filipe commence à orchestrer les lignes de son clavier, et Patrícia renforce la subtilité de la musique grâce à sa confiance en interprétant les thèmes. De fin 2003 à avril 2004, les membres du groupe retournent aux Rec’n’Roll Studios pour enregistrer son nouvel album, laissant le mastering à la charge de Tommy Newton, un renommé producteur allemand. Autant la production comme la masterisation l’ont beaucoup enrichi, le rendant fort, viciant et rempli de petits détails.
L’album est pré-lancé au Portugal à travers la Misdeed Records en juillet 2004. Limité au territoire national, en format digipack, il inclut une section multimédia avec un journal de studio, plusieurs photos promotionnels et une vidéo contenant plusieurs épisodes des enregistrements. Internationalement, l’édition est de la responsabilité de l’indépendante australienne Burning Elf Records (ex-Pandemonium Records), fruit de la fin prématurée de Rage of Achilles, avec qui le groupe avait encore un album inclus dans son contrat. Turbulence est l’album le mieux reçu par les fans et la critique spécialisé.
La consécration s'effectue en janvier 2005, quand la revue Loud! publie le résultat des votes de l’année 2004. Turbulence est alors élu comme le meilleur album national, ThanatoSchizO est considéré le deuxième meilleur groupe portugais juste derrière Moonspell, et Guilhermino comme étant le troisième meilleur musicien national. De plus, le programme radio Holocausto nomme le troisième album du groupe comme étant le deuxième meilleur lancement international en 2004, derrière Songs of Darkness, Words of Light de My Dying Bride. Côté concerts, le groupe renouvelle les showcases dans les magasins Fnac, fait la première partie des suédois Nightrage au festival Outubro Negro 2005 (organisé par la Fnac, à Lisbonne) et est invité par António Freitas – journaliste portugais renommé – à intégrer la troupe du Festival Alta Tensão, aux côtés de Moonspell et Ramp. Les concerts avaient de plus en plus de public et les réactions enthousiastes permirent au groupe d’avoir la notion d’un croissant succès.

### Déchiffrant le code (2006–2007)
Il était temps de se reposer et de réfléchir sur le prochain pas à faire. Le groupe décide ainsi de se réfugier dans sa salle de répétition afin de commencer à composer le nouvel album, renonçant aux concerts pendant cette période. Cette décision leur permet ainsi permit d’avoir une totale concentration dans le processus de composition. Avec le rôle de plus en plus important qu’Eduardo assume dans le groupe et les plusieurs années de concerts, il était temps de créer des titres qui serai satisfaisant aux six membres du groupe et non une simples répétition de ce qui avait été fait dans les précédents albums. Ainsi, en septembre de cette même année, le groupe se dirigea aux Wagner Studios à Chaves pour enregistrer la batterie de la pré-production du nouvel album. Les instruments restants sont enregistrés aux Blind and Lost Studios, propriété du groupe. Toujours en 2006, le groupe signe au label mexicain Divenia Records pour la sortie de leur premier album, Shizo Level sur le continent américain.
Le processus s’étend de l'enregistrement de leur nouvel album sur presque six mois, et en février 2007, le groupe retourne à Valadares pour enregistrer le quatrième album aux Rec’n’Roll Studios. L’enregistrement commence en février et dura jusqu'en mai. Il est possible de visionner, sur Youtube, une série de Vlogs (vidéo-reportages) de l’enregistrement du CD mis à disposition par le groupe. Les membres du groupe argentin Gauchos de Acero, qui ont de 10 à 14 ans, interpréteront le titre Suturn du premier album Schizo Level. Ce groupe est connu grâce à YouTube et par leur interprétation de plusieurs titres de Sepultura et Iron Maiden.

### Zoom Code(2008)
En janvier 2008, ThanatoSchizO signe un contrat avec la maison de disques italienne My Kingdom Music, visant l’édition internationale de leur quatrième album Zoom Code. Le registre est lancé le 11 avril, alors que le pré-lancement au Portugal – à la charge de Recital Records – eu lieu le 31 mars. Zoom Code est produit par Luis Barros (Tarantula), masterisé par Tommy Newton (Conception, Helloween) et compte avec la collaboration de Timb Harris (Estradasphere, Secret Chiefs 3) et Zweizz (Fleurety, ex-Dødheimsgard) Le 9 mai, la maison de disques mexicaine Sun Empire Productions lance une édition de luxe du premier album Schizo Level en format digipack avec une nouvelle couverture, et un logotype en relief doré.
Le 17 mai le groupe célèbre son dixième anniversaire en donnant un concert au Penaguião Metalfest - Liperske IV. Les autres groupes invités sont Before the Rain, Pitch Black, Daemogorgon, Loss Spectra of Pure, My Eyes Inside, et Primordial Melody. Durant cette semaine-là, Zoom Code entre directement à la première place du Broadcast Top List de la revue Loud. Cette top list est composée par la liste des albums les plus entendu à la radio portugaise dédiée au son plus fort. Le 28 juin, au Festival Metal GDL (Grândola, Portugal) ThanatoSchizO est le seul groupe portugais à entrer en scène, juste avant Krisiun et DevilDriver[réf. nécessaire].

### Origamiet séparation (2009–2011)
Le 28 février 2009, ThanatoSchizO joue au Teatro de Vila Real à guichet fermé. Le groupe participe ensuite à trois festivals : Barreiro Metalfest (Lavradio, Portugal), Metal Horror Picture Show 2 (Fundão, Portugal) et au Silent Night - Christmas Metal Fest (São Pedro do Sul, Portugal) et joue au Festival Ilha do Ermal avec Sepultura, Obituary et Blind Guardian. En avril 2009, ils sont de nouveau confirmés pour le Festival Ilha do Ermal pour les 28 et 30 août. En été la même année, me groupe commence à enregistrer leur nouvel et cinquième album Origami au Teatro de Vila Real puis aux Blind and Lost Studios. Il est produit pour la première fois par Guilhermino.
ThanatoSchizO passe toute l'année 2010 en studio sur Origami.. Le groupe y fait notamment participer Banda de Mateus, Ricardo Frade, Hugo Correia, Pan-lellos (groupe de chœurs), João Apolinário (accordéon), José Silva (balalaika) et Francisco Sousa (cavaquinho). Après dix ans de formation stable, le groupe régresse en quatuor. Patrícia, Guilhermino, Filipe et Paulo commenceront à répéter avec deux nouveaux membres de sessions. Le 19 février 2011, ils jouent pour la deuxième fois au Teatro de Vila Real jouant l'album Origami, qui sera publié deux jours plus tard. En septembre 2011, le groupe annonce sa séparation à la suite de divergences artistiques.

## Membres

### Derniers membres
- Patrícia Rodrigues - chant
- Guilhermino Martins – guitare, samples, chant
- Filipe Miguel – claviers, samples
- Paulo Adelino – batterie, percussions

### Ancien membres
- Eduardo Paulo - chant
- Miguel Ângelo - basse
- TóMané – chant
- Marco « China » - basse

## Discographie

### Albums studio
- 2001 : Schizo Level
- 2003 : InsomniousNightLift
- 2004 : Turbulence
- 2008 : Zoom Code
- 2011 : Origami

### EPs et démo
- 1998 : Demo '98 (démo ; Thanatos)
- 2001 : Melégnia (EP ; Thanatos)

### Compilations
- Lusitania de Peso – Vol 1 – Sweet Suicidal Serenade
- Arauto Metálico - Vol II - Freedom Subways
- Pure Underground - Necromance Records Compilation Vol.13 - Of Lunar Water...
- Rock Sound nº6 (Édition Portugaise) - Sublime Loss
- Thrash Publishing - Withering Art e Nausea
- Riff nº23 - Suturn
- Abadon Cryptic Scripts II - Love and Death
- Thrash Publishing - Raven
- Dismal Whispers... Chapter II 1999 - Raven